# 선언 소거
논리학에서, 선언 소거(選言消去, 영어: disjunction elimination)는 선언 명제와 그 두 성분을 전제로 하고 주어진 같은 명제를 결론으로 하는 두 가언 명제로부터, 이 두 가언 명제의 공통 결론을 유도하는 추론 규칙이다. 즉, “P이거나 Q이다. 만약 P라면 R이다. 만약 Q라면 R이다. 따라서 R이다.”와 같이 추론한다.

## 정의
선언 소거는 다음과 같은 추론 규칙이다.:183, §16.3.1
{\displaystyle {\begin{matrix}P\lor Q\qquad P\implies R\qquad Q\implies R\\\hline R\end{matrix}}}
또는
{\displaystyle P\lor Q,P\implies R,Q\implies R\vdash R}
여기서
- {\displaystyle P}, {\displaystyle Q}는 논리식을 나타내는 메타 변수이다.
- {\displaystyle \lor }는 논리합이다.
- {\displaystyle \implies }는 함의이다.
- 수평선은 증명 과정의 이웃한 두 단계를 구분하는 메타 논리 기호이다.
- {\displaystyle \vdash }는 왼쪽에 놓인 논리식들로부터 오른쪽에 놓인 논리식을 증명할 수 있음을 나타내는 메타 논리 기호이다.

## 성질
직관 논리에서 성립하며, 따라서 고전 논리를 비롯한 모든 초직관 논리에서 성립한다.

## 같이 보기
- 선언 도입
- 연언 소거